# Reträtt

Napoleon I retirerar från Moskva 1812

Reträtt (återtåg) kallas den militära manöver där man rör sig bakåt eller bort från fienden. En reträtt skiljer sig från en flykt genom att den genomförs organiserat och under ordnade former.
Det finns många tänkbara orsaker att genomföra en reträtt
- Att vinna tid.
- Att få ett bättre utgångsläge för försvar eller anfall.
- Att undvika att bli upptäckt eller anfallen.
- Att trötta ut motståndaren.
- Att undvika eller trappa ner en konflikt.